# Hamza Zeddam
Hamza Zeddam (en arabe : حمزة زدام) est un footballeur algérien né le 8 avril 1984 à Constantine. Il évoluait au poste de défenseur central.

## Biographie
Hamza Zeddam évolue en première division algérienne avec les clubs du CS Constantine, du MC Alger, de l'ES Sétif, du RC Arbaâ, du NA Hussein Dey, de l'USM Blida, et enfin du DRB Tadjenanet.
Il dispute un total de 247 matchs en première division, inscrivant cinq buts.
Le 16 juillet 2008, Zeddam signe un contrat de deux ans avec MC Alger.
Le 26 novembre 2011, Zeddam marque le seul but lors du derby algérois contre l'USM Alger, permettant au MC Alger de l'emporter 1-0.
Il participe à la Ligue des champions de la CAF en 2008 avec l'équipe de Sétif puis en 2011 avec le MC Alger. Il joue un total de 13 matchs dans cette compétition.

## Palmarès
| MC Alger - Championnat d'Algérie (1) : - Champion : 2009-10. - Coupe nord-africaine des clubs champions : - Finaliste : 2010. |  | RC Arbaâ - Coupe d'Algérie : - Finaliste : 2014-15. |  | NA Hussein Dey - Coupe d'Algérie : - Finaliste : 2015-16. |  | ES Sétif - Coupe de l'UAFA (1) : - Vainqueur : 2007-08. - Supercoupe d'Algérie : - Finaliste : 2007. |